# 金毛空竹
金毛空竹（学名：Cephalostachyum virgatum）为禾本科空竹属下的一个种。